# Campeonato Mundial de Pelota Vasca de 1962
El Campeonato del Mundo de Pelota Vasca de 1962 fue la 4.ª edición del Campeonato del Mundo de Pelota Vasca, organizado por la Federación Internacional de Pelota Vasca.  El campeonato se celebró en Pamplona (Navarra), siendo la segunda edición que se disputaba en España.

## Desarrollo
El torneo se disputó entre el 20 y el 30 de septiembre de 1962, siendo las sedes del torneo fueron el Frontón Labrit, donde se disputaron las especialidades del frontón de 36 metros, el Frontón Euskal Jai Berri, donde se disputó la cesta punta y el Trinquete del Club Tenis.
El torneo contó con la participación de siete países España, Argentina, México, Francia, Uruguay, Filipinas y Marruecos. El ganador final fue la selección de Argentina, que obtenía su primer título absoluto.

## Especialidades
Se disputaron 13 títulos mundiales en las diferentes especialidades, conforme el siguiente desglose (únicamente se muestran los resultados de 12 de ellas) en el que se indica el ganador y medallistas de cada una de ellas:
Trinquete, cinco títulos:
| Especialidad    | Oro                                 | Plata                                      |
| Mano individual | Francia J.B. Garat                  | España Balda                               |
| Mano parejas    | Francia Hidope - Espel              | España Tranche I - Juan Bautista Echeveste |
| Paleta cuero    | Argentina Aarón Sehter - Juan Labat | Francia P. Bareits - B. Clairacq           |
| Paleta goma     | Argentina Aarón Sehter - R. Ibarra  | Uruguay González - Bell                    |
| Xare            | Argentina R. Elias - Juan Labat     | Uruguay Pereira-Borghetti                  |

Frontón 36 metros, cuatro títulos:
| Especialidad    | Oro                                     | Plata                           |
| Mano individual | España Arriola IV                       | Francia Mugica                  |
| Mano parejas    | España Vergara I - Miguel Ángel Alegría | Francia Etcheto - Mugica        |
| Paleta cuero    | Francia P. Bareits - B. Clairacq        | España Gurruchaga - Unanue      |
| Pala corta      | España D. Llorca - Carlos Garralda      | Francia P. Bareits - B. Claircq |

Frontón 30 metros, dos títulos:
| Especialidad | Oro                                | Plata                              |
| Frontenis    | México Salazar - Sánchez           | España Castro - Vidal              |
| Paleta goma  | Argentina Aarón Sehter - R. Ibarra | México Jaime Becerril - M. Beltran |

Frontón 54 metros, un título:
| Especialidad | Oro                                  | Plata                               |
| Cesta punta  | México Adrián Zubikarai - José Hamui | España E. Mirapeix - J. M. Mirapeix |

Nota 1: Se señalan únicamente los nombres de los pelotaris que disputaron las finales.

## Medallero
|   | País      | Oro | Plata | Bronce | Total |
| - | --------- | --- | ----- | ------ | ----- |
| 1 | Argentina | 4   | 1     | -      | 5     |
| 2 | España    | 3   | 5     | -      | 8     |
| 3 | Francia   | 3   | 4     | -      | 7     |
| 4 | México    | 2   | 1     | -      | 3     |
| 5 | Uruguay   | 0   | 2     | -      | 2     |

Nota 1: Se contabilizan en primer lugar el total de las medallas de oro, luego las de plata.
Nota 2: No se disputaron medallas de bronce.